# رسول‌آباد سفلی
تاج آباد سفلی(تاج آباد پایین)، روستایی کرد زبان هست که در دهستان آبرومند در بخش مرکزی شهرستان بهار استان همدان واقع شده است. این روستا با روستای ده‌نو و تاج آباد علیا هم جوار است. از مکان های دیدنی این روستا میتوان به کاروان سرای آن اشاره کرد. این کاروانسرا از معدود کاروانسراهای عباسی است که به صورت مدور بنا گردیده است. از لحاظ گردشگری روستای تاج آباد نسبت به روستاهای هم جوار موقعیت خوبی دارد. از عوامل محیطی میتوان به رودی که از وسط ان گذر میکند نام برد. این روستا در شیب بنا شده است واز یک طرف به کوه واز طرفی دیگر به دشتی کوچک راه دارد.
نام این روستا پس از انقلاب ۱۳۵۷ به رسول آباد سفلی (رسول آباد پایین) تغییر یافت ولی اهالی بومی آن را با نام تاج آباد سفلی(تاج آباد پایین) میشناسند. این روستا در غرب استان همدان و در شرق گردنهٔ اسدآباد و در نزدیکی جادهٔ همدان به کرمانشاه(کرماشان) قرار گرفته‌است. زبان مردم این روستا کردی است. از این رو نام معابر روستا، که بیشتر برگرفته از نام کتب مشاهیر جهانست، به سه زبان کردی، فارسی و انگلیسی نوشته شده‌است.

## جمعیت
جمعیت این روستا براساس سرشماری مرکز آمار ایران در سال ۱۳۹۵، جمعیت آن ۱۹۰۱ نفر (۶۵۱خانوار) بوده‌است. اکثریت روستا کرد تبار اند. 